# Teodoro Ochoa de Alda
Teodoro Ochoa de Alda Urniza (Pamplona, 1 de noviembre de 1803-Madrid, 10 de septiembre de 1878) fue un escritor, dramaturgo, escribano, empresario, impresor y editor español.

## Biografía
Fueron sus padres Feliciano Ochoa y María Josefa Urniza; fue bautizado el 9 de noviembre de 1803 en la parroquia pamplonesa de San Nicolás y tuvo varias hermanas. No se tienen noticias de la infancia de Teodoro ni de la educación que recibió, aunque debió de ser esmerada pues le permitió acceder al empleo de escribano público; además, hablaba francés.
En 1823, al final del Trienio Liberal, figura como miembro de la Milicia Nacional Voluntaria de Pamplona con el oficio de "curial", que vendría a equivaler a profesional relacionado con los tribunales.
Se casó con Casilda Alcatarena Garayoa el 9 de mayo de 1826, cuando contaba 25 años. Al año siguiente, en 1827, nació Félix, su único hijo varón, que vivió en Madrid y en Pamplona, y que fue impresor, editor, dramaturgo y músico; en 1831 vino al mundo Eugenia Josefa, en 1833, María Salomé, y en 1835, Blasa Vicenta.
Ochoa debió de enviudar, ya que el 21 de septiembre de 1846, con 43 años, casó en la parroquia de San Saturnino con Raimunda Basili, con la que no se tiene noticia de que tuviera descendencia.
Años después, viudo, al parecer con la salud delicada, se trasladó a Madrid, donde residía su hijo Félix. Aquí en 1865 publicó su último trabajo, Indicador legislativo de los deberes del notario en todos los actos de su ministerio, del que al año siguiente se realizó una segunda edición.
En 1877 hizo testamento en el que constituyó una fundación para ayudar a “doncellas” de Pamplona con la que se proporcionaría cada año tres dotes por importe de 2500 reales cada una. Designó como patronos de la fundación al Ayuntamiento de Pamplona y al párroco de San Nicolás, en cuyo templo había sido bautizado. Está institución benéfica estuvo en vigor durante casi un siglo, concretamente hasta 1970. 
Teodoro de Ochoa falleció en la capital de España al año siguiente de testar, en 1878, cuando tenía 75 años.
Inicialmente firmaba como Teodoro Ochoa, aunque al menos desde 1839 utilizó la preposición “de”: “Teodoro de Ochoa”, aparentemente de mayor distinción social. El empleo del apellido compuesto fue legitimado por el obispado en 1856 y tuvo como consecuencia la modificación de las partidas sacramentales de la familia desde los abuelos paternos. Sus hermanas también emplearon el apellido compuesto. También firmó como: Teodoro de Ochoa de Alda.

### Empleado público (1835-1874)
El 22 de marzo de 1833, con 30 años, solicita a la Diputación del reino de Navarra que le reconozca el título de intérprete de francés para tribunales y autoridades", petición que le fue admitida. En este tiempo su situación económica debía de ser desfavorable, ya que en 1835 la Diputación le exime del pago de la contribución para la Milicia Nacional, que importaba cinco reales de vellón.
En ese mismo año (1835) comienza a ejercer el oficio de escribano de la  Corte Mayor del reino de Navarra, en el que permaneció durante cinco años, hasta la supresión de este tribunal a consecuencia de la entrada en vigor en 1841 de la llamada ley Paccionada, por la que desapareció el reino de Navarra como tal y con él sus instituciones políticas y judiciales. Al año siguiente (1842) se declara “escribano del extinguido tribunal de la Real Corte de Navarra”, del que cobró una indemnización de 80 reales de vellón, y se anuncia como “escribano público de número de la ciudad de Pamplona”. También se declaró escribano del "Supremo Consejo de Navarra", con lo que se referiría al Consejo Real de Navarra.
Una década más tarde, en 1852 se titula “escribano público de número y del Colegio de la Intendencia Militar de la ciudad de Pamplona, y de venta de fincas nacionales de Navarra.” El oficio de escribano de venta de fincas nacionales estaría relacionado con el proceso de desamortización de su época. En 1859 se declara "Caballero de la Real Orden Americana de Isabel la Católica" y "notario de número más antiguo" de Pamplona".
El Archivo Real y General de Navarra conserva abundante documentación de Teodoro de Ochoa como escribano público, que va desde 1836 hasta 1861. Consecuencia de ello y de su competencia profesional fue la redacción del “Índice general de los protocolos de Navarra promovido por el Real Colegio de Escribanos Públicos de Navarra” que vio la luz en 1859.
Más adelante, entre 1867 y 1874 desempeñó el puesto de oficial del archivo de la Audiencia Territorial de Navarra.

## Impresor y empresario (1842-1852)
Posiblemente el inminente cese como escribano del tribunal de la Real Corte en 1841 le impulsó a montar un taller de imprenta, abrir una librería y a ejercer de editor. Esta nueva actividad le ocupará una década, desde 1842 hasta 1852. El negocio estaba situado en el número 40 de la céntrica plaza del Castillo, “esquina con la calle San Nicolás”, y aquí permaneció hasta el final. En 1850 se anuncia la “Imprenta de la Ilustración de Ochoa” en el número 23 de la calle Chapitela, también colindante con la plaza del Castillo.
Como se ha adelantado, firmó sus impresos como “Imprenta de Ochoa”, posteriormente añadió: “Imprenta de Teodoro de Ochoa”. Con menor frecuencia se mencionó como “Imprenta de D. Teodoro Ochoa”. Conviene precisar que sus colegas impresores de Pamplona no recurrían al empleo del honorífico “don” en sus trabajos. Por otra parte, cuando imprimía sus propias obras, en la portada se leía: “Imprenta del autor”. 

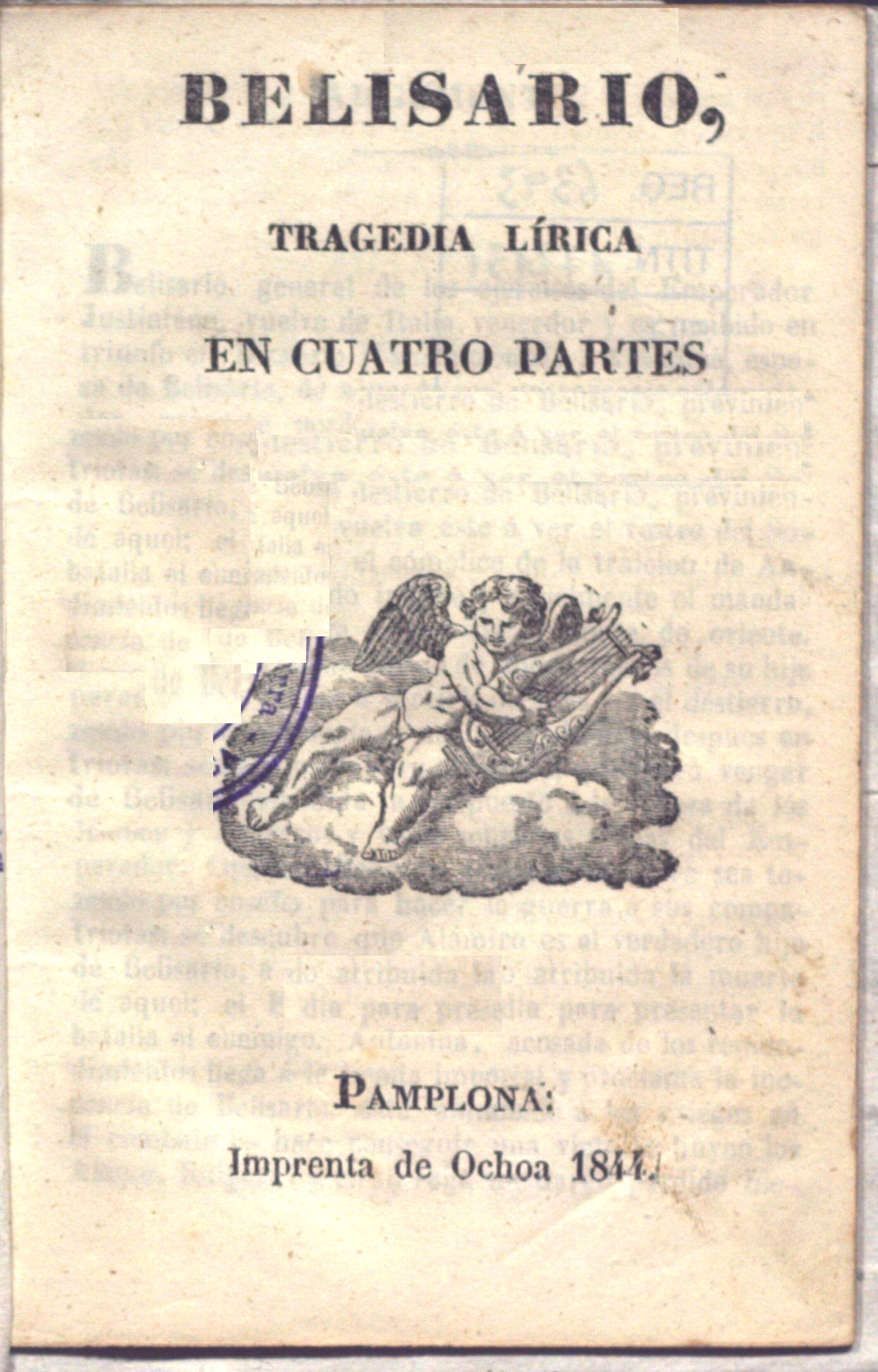
Viñeta en la portada del libreto de la ópera Belisario" (1844)

Utilizó una xilografía de ejecución tosca como imagen de marca comercial en la que dos ángeles sostienen un rótulo en el que se lee “Ympr[en]ta Librería T[eodoro] DE O[choa]. Su estilo rudimentario contrasta con la calidad de las viñetas y tipos que empleaba habitualmente.
No se tiene información sobre el origen de su taller de imprenta, la procedencia de la maquinaria y de los tipos, ni de la trayectoria profesional de sus empleados, a los que tuvo que recurrir ya que él no tenía experiencia en este oficio.
Cuando Ochoa pone en marcha su negocio, en Pamplona existían varios talleres de imprenta, entre los que destacaban Francisco Erasun y Rada y Longás y Ripa, dos imprentas arraigadas y solventes que dominaban el mercado.

### Tipógrafo
Desde el comienzo, sus impresos son de calidad: claros, con tipos nuevos, según la moda de aquel momento. Destacan las capitulares ornamentadas, con contraste de blancos y negros y con cantos en negro para marcar la perspectiva. 

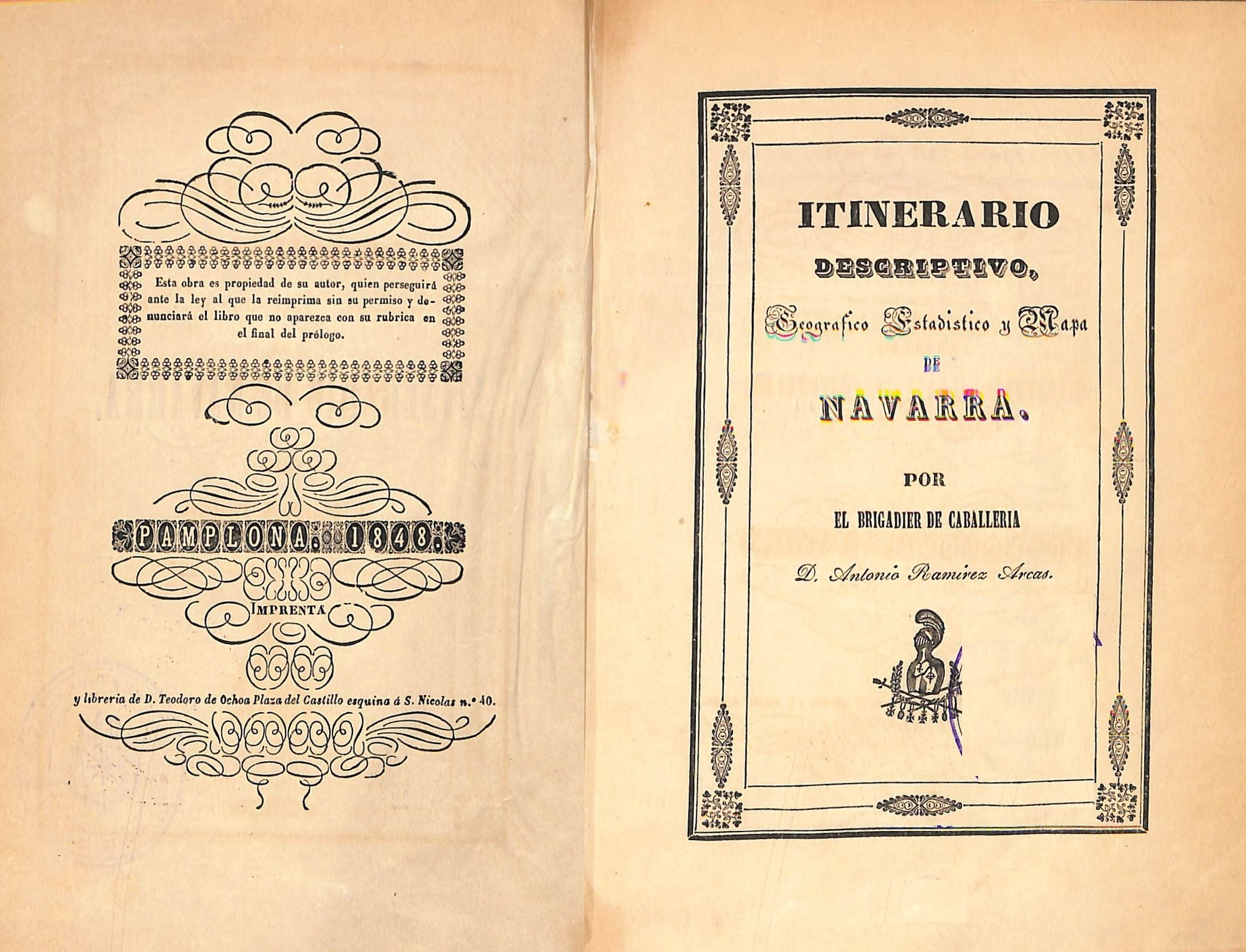
Ornamentación con tacos de trazo caligráfico (1848)

En cuanto a las portadas, emplea hasta cinco tipos de letras; son frecuentes las arquitectónicas, compuestas con pequeños tacos geométricos. Por su parte, las páginas tienen márgenes generosos, que facilitan la legibilidad. Como final de capítulo emplea viñetas figurativas y alegóricas de buena factura. También utiliza tacos con trazos caligráficos con los que se construyen conjuntos ornamentales de final de página. 
No se tiene noticias de ilustraciones preparadas en exclusiva para una edición. Así, cuando debe afrontar el reto de reproducir una, recurre a un taller ajeno, como sucede con el "Itinerario descriptivo […] y mapa de Navarra" (1848) del brigadier y gobernador militar provisional de Pamplona, que lleva encartado un mapa impreso en Vitoria, en la imprenta, litografía y librería de Ignacio Egaña. Se da la circunstancia de que buena parte del contenido de esta obra procede sin citarlo del trabajo de Florencio Sanz y Baeza, Vireinato [sic] y Capitanía General de Navarra. Guia de caminos de dicho Reino, é itinerario militar para las rutas principales, publicado en Pamplona en 1833, autor que en 1848 se encontraba en el exilio a causa de su acendrado carlismo.
Su imprenta realiza con oficio trabajos tipográficos de composición enrevesada, como son, por ejemplo, los cuadros estadísticos a toda página de su Diccionario geográfico histórico de Navarra publicado en el primer año de funcionamiento de su taller.
En junio de 1842, coincidiendo con la apertura de su imprenta y librería, figura como propietario del carruaje de viajeros que cubría la ruta Pamplona-Estella. Además, con este vehículo se encarga de la “conducción de la correspondencia pública de esta ciudad [Pamplona] a la de Estella” y, por el servicio que presta, pide a la Diputación la exención del “derecho de cadenas” y de la mitad del pago de portazgos.

### Producción del taller
Como se ha expuesto, su actividad documentada como impresor ocupa únicamente once años, desde 1842 —aunque es probable que sus primeros trabajos aparecieran en 1840— hasta 1852. Comenzó cuando tenía 39 años y concluyó cuando frisaba los 50, una edad, en principio, temprana para abandonar un negocio que marchaba sin dificultades.
Se conocen 38 impresiones de todo tipo —carteles, folletos y libros— salidas su taller, que dan una media anual de 3,5 trabajos, semejante a la registrada en el conjunto de las imprentas pamplonesas de su época. El ritmo de aparición de sus impresos es creciente en los tres primeros años, destacando los ocho correspondientes a 1844; posteriormente se registran dos años años de cierta intensidad —con cinco trabajos— con tres de escasa —con solo un trabajo—.
| Producción de la imprenta de Teodoro Ochoa (1842-1852) |
| ------------------------------------------------------ |
|                                                        |

Sus impresos son modestos, de poca entidad, ya que la inmensa mayoría corresponde a hojas sueltas y folletos: 27 del total de 38. En cuanto a los libros propiamente dichos, tres tienen menos de cien páginas, y seis pasan de las doscientas, de los que tres pertenecen a las ediciones de su Diccionario geográfico histórico de Navarra. 

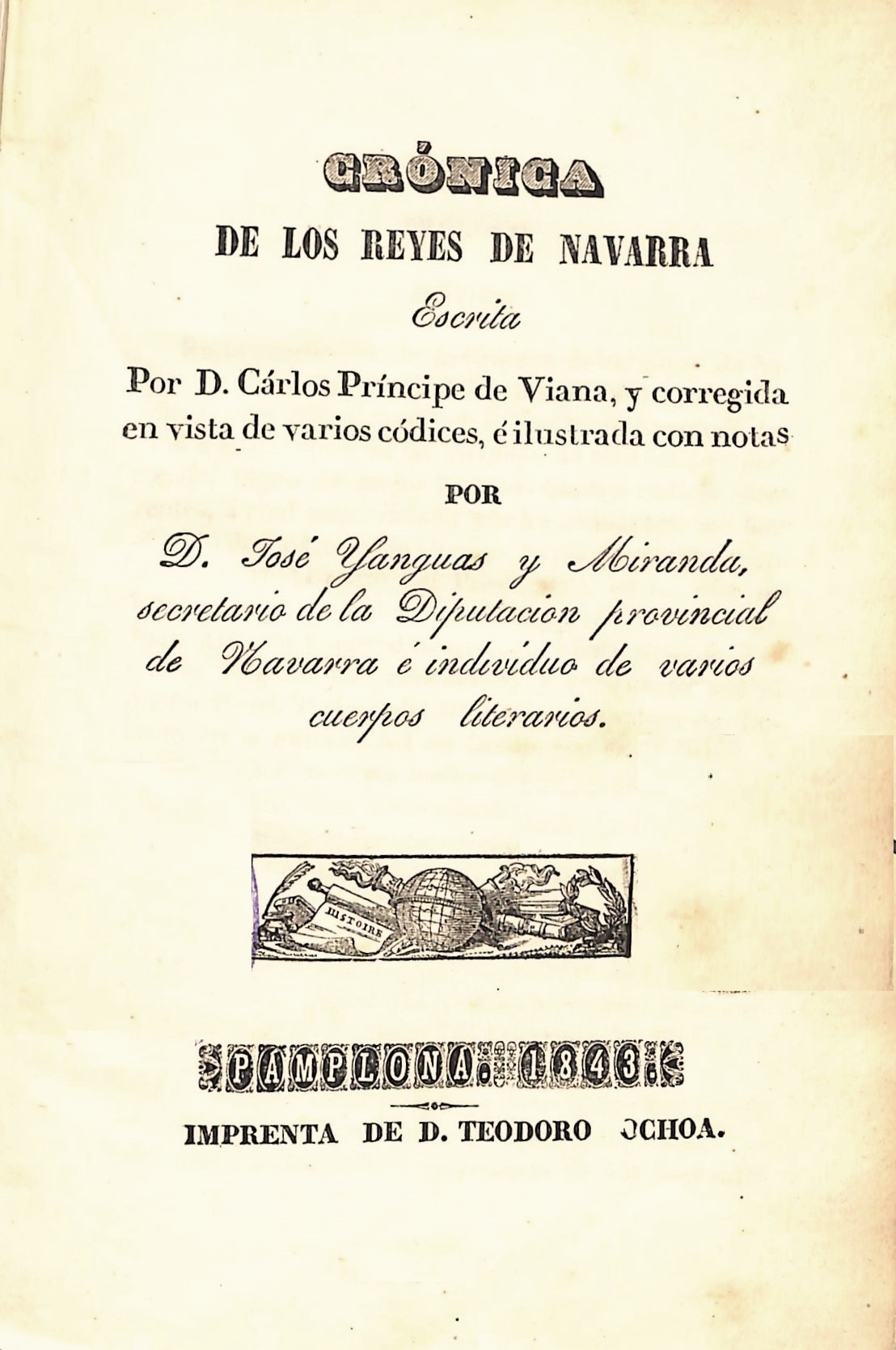
Crónica de los reyes de Navarra. "Imprenta de D. Teodoro Ochoa" (1843)

Los formatos son los habituales en la época: el octavo —entre 18 y 20 cm—, equivalente al actual libro de bolsillo, con trece títulos, y el cuarto —21-25 cm— con doce títulos; es significativo el dozavo —12-17 cm—, el más pequeño, con nueve títulos, entre los que predominan folletos de óperas y se encuentran publicaciones piadosas, entre las que destaca una novena a san Francisco Javier en dieciseisavo -10 cm-. En cuanto al tamaño folio -32-40 cm-, el mayor y más solemne, su presencia es irrelevante con solo dos impresiones, una promovida por la Diputación de Navarra y la otra consistente en un pliego de dos hojas editado por el mismo impresor.
Por lo que concierne a las materias que abordan, predominan las de Ciencias y Artes —12 impresos— que se manifiestan en programas y actividades escolares. La Literatura —12— se concentra fundamentalmente en los libretos de óperas —8—, en los que domina Donizetti —5— seguido por Bellini —2—. El Derecho —8— está representado principalmente por ordenanzas y reglamentos locales y de la Diputación. A continuación, aparece la Religión (5) con predominio de las obras de piedad popular, como las novenas. La Historia solo cuenta con un título, aunque relevante: se trata de la Crónica de los reyes de Navarra, del Príncipe de Viana, en edición crítica preparada por Yanguas y Miranda en un tomo en cuarto de 251 páginas.

### Trabajos menores

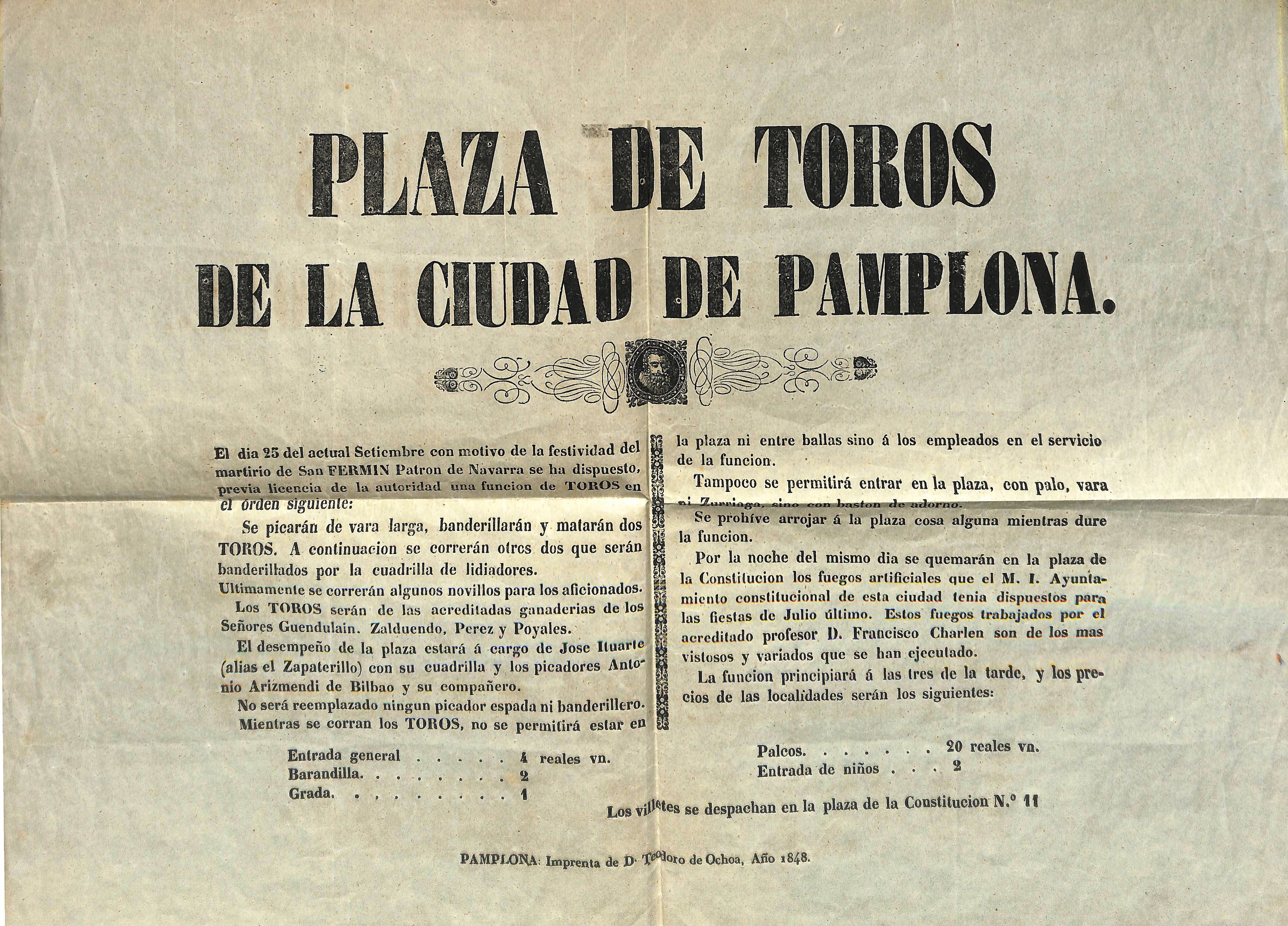
Cartel taurino de 1848. "Imprenta de D. Teodoro de Ochoa"

El carácter emprendedor de Ochoa se comprueba en encargos menores de impresión que constituyen una novedad en su momento. Este es el caso de las tarjetas de notificación de una defunción que imprime en buen papel, con tipografía e ilustraciones de calidad. También destacan anuncios de programas de teatro, con tipografía variada y elegantes orlas, en los que se destacan números insólitos como la presentación de “fuentes naturales mezcladas con fuego” y carteles apaisados con los programas taurinos de las fiestas de san Fermín “chiquito”, que se celebran del 23 al 25 de septiembre.

## Librero y el servicio de alquiler de libros
Abrió el negocio de librería en 1842 en el mismo local de la imprenta y simultáneamente con ella. Vendía impresos menores, libros y publicaciones periódicas, como se comprueba en enero de 1843 cuando de la Diputación le pagó doscientos reales por la entrega de “boletines” en el año anterior. No se tiene noticia de la fecha del cierre de la librería.
En 1845 puso en funcionamiento un servicio de préstamo de libros por suscripción para lo que editó un folleto con las publicaciones disponibles, entre las que figuraban obras de Alejandro Dumas y de Eugène Sue; algunos títulos escandalizarían a los sectores más conservadores de la capital navarra, como era el caso de Cornelia Bororquia o La víctima de la Inquisición, una novela anticlerical escrita en torno a 1799 por el fraile trinitario exclaustrado Luis Gutiérrez que tuvo gran repercusión, con ediciones en Francia y Gran Bretaña. 
Los abonados a este novedoso servicio de “lectura de libros” tenían que hacer un depósito de cuarenta reales y pagar por adelantado diez reales mensuales, lo que les permitía tener un ejemplar durante diez días.

## Editor (1842-1860?)
No fue editor de obras destacadas por su contenido o por su volumen, ya que este mercado estaba controlado por las grandes editoriales de ámbito nacional. Sus ediciones más tempranas y difundidas corresponden a textos de óperas del momento, que se presentaban en folletos de pequeño formato —16 cm— y escasa paginación: 32 páginas obtenidas de tres cuadernillos de ocho páginas, y con un precio asequible. Estos folletos tenían gran aceptación ya que se empleaban para preparar representaciones privadas, en casas particulares, por grupos de familiares y amigos. Prueba de ello es que sus colegas de Pamplona José Imaz y Gadea y Longás y Ripa copiaron esta iniciativa, por otra parte, generalizada en España.
Como es sabido, al poco de abrir la imprenta, en 1842, editó su Diccionario geográfico histórico de Navarra en un volumen de 316 páginas, en formato cuarto, con tipografía cuidada. En 1852 y en fechas posteriores a 1859 sacó sendas emisiones por rejuveneciemiento de la portada; es decir, aprovechando los pliegos de la primera edición aparentó dos nuevas ediciones cambiando la portada y la fecha.

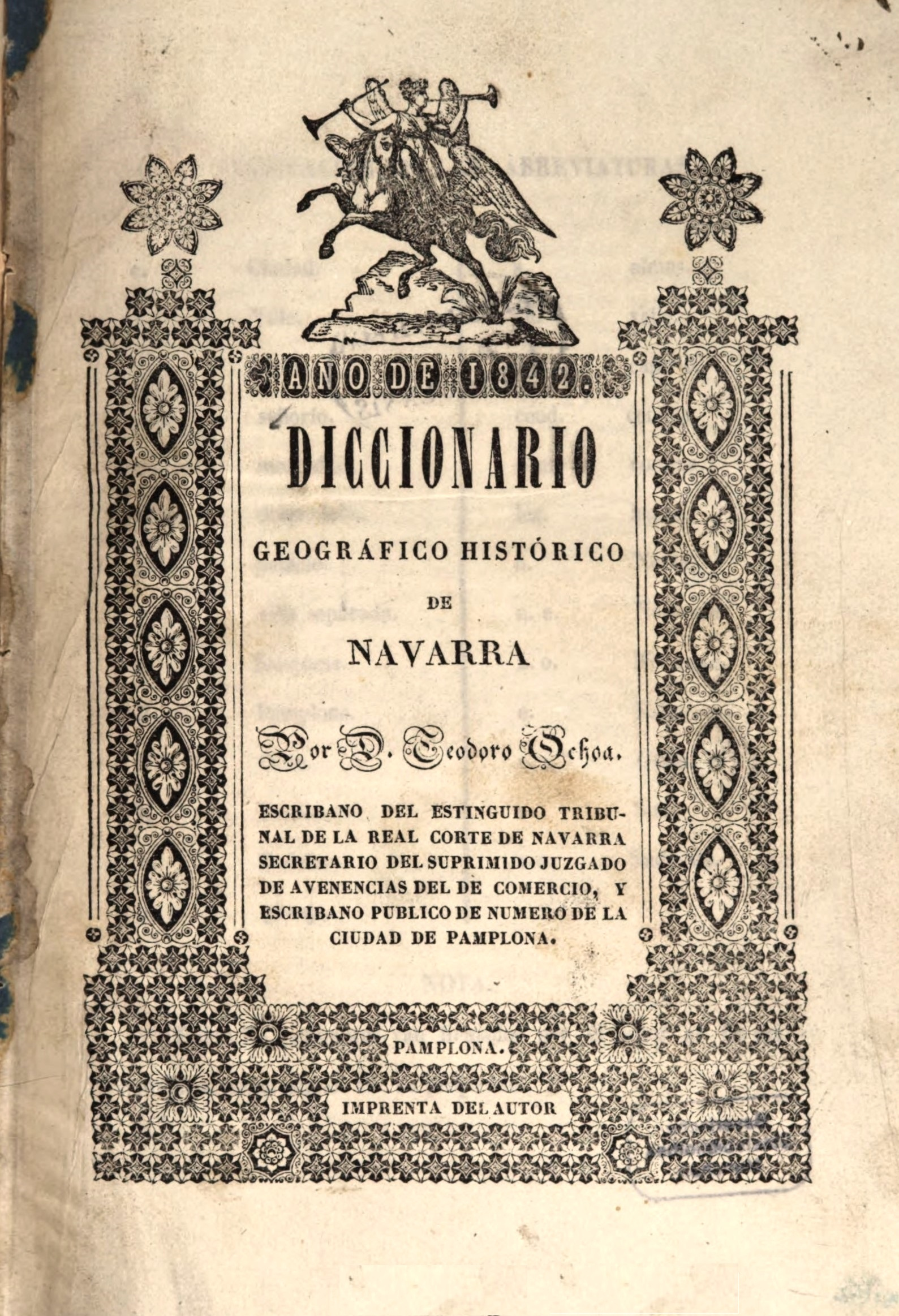
Primera edición del Diccionario geográfico histórico de Navarra (1842)

## Escritor (1838-1860)
Sus publicaciones se reparten entre dos grupos temáticos: el relacionado con su actividad profesional y el integrado por piezas teatrales. En el primero de ellos se encuentran cuatro títulos: el Diccionario geográfico histórico de Navarra (1842), que en su momento constituyó una novedad y tuvo la aceptación del público; uno sobre derecho fiscal del reino de Navarra, La hora de los curiales, un folleto con el que había iniciado su trayectoria como autor (1838); y dos trabajos relacionados con su actividad notarial (1859 y 1865).
Entre 1855 y 1860 se publican en Madrid cinco obras teatrales, de carácter histórico, satírico y dos zarzuelas con música de Santiago Gelos, sacerdote, natural de Puente la Reina, maestro de capilla de la catedral de Zamora. Son obras de corta extensión y bien presentadas. Con probabilidad las había escrito a lo largo de su vida y a partir de 1855 se publicaron con periodicidad anual de acuerdo con un plan editorial destinado a la captación de compradores. En ocasiones figura como impresor su hijo Félix, al que cabe atribuir la estrategia comercial. Ochoa había mostrado su interés por el género teatral como editor con la edición de libretos de óperas italianas.
Cabe apuntar que colaboró en El Navarro. Periódico político, religioso, industrial y comercial, editado por "P. Sánchez". Apareció en Pamplona el 20 de septiembre de 1843 con el propósito de unirse a los “defensores de la paz, la unión y la tolerancia”. Tenía las oficinas y la imprenta en la calle Mayor 104, mientras que las suscripciones se efectuaban en la librería de Picatoste en Pamplona. En el primer número figura la  “Imprenta de Ochoa”, aunque pronto pasó a la de Javier Goyeneche.

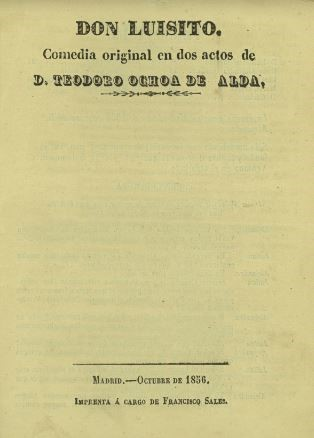
"Don Luisito", comedia editada en Madrid en 1856

### Publicaciones de Teodoro Ochoa
- 1838. La hora de los curiales o El arancel de 1838. Pamplona, Imprenta de F. Erasun y Rada, 45 p. Trabajo sobre el derecho fiscal del reino de Navarra.
- 1842. Diccionario geográfico histórico de Navarra. Pamplona, Imprenta del autor, 316 páginas. Con dos emisiones por rejuvenecimiento de portada, una de 1852 y la otra posterior a 1859.[19]

- 1855. Una ayuda de cámara o sea octubre de 1833. Comedia histórica en dos actos. [Sin lugar ni impresor], 32 p.

- 1856. Don Luisito. Comedia en dos actos, Madrid, Imprenta a cargo de Francisco de Sales, 27 p.[20]

- 1857. Don Olegario. Zarzuela en un acto original de Teodoro Ochoa de Alda, música del maestro Santiago Gelos. Madrid, Imprenta a cargo de Francisco Sales, 27 p.

- 1858. La palabra de un rey. Comedia en cuatro actos. [Sin lugar ni impresor], 32 p.

- 1859. Los cuñados de don Gaspar. Pieza original en un acto, por Teodoro Ochoa de Alda. Madrid, Imprenta de Félix Ochoa de Alda, 19 p.

- 1859. Índice general o Nota de los protocolos existentes en esta provincia de Navarra el día de la fecha […] con las demás observaciones conducentes a la mayor felicidad de la busca de documentos, formada por el Real Colegio de Escribanos Públicos de la misma provincia y en su nombre por el escribano D. Teodoro Ochoa. Pamplona, Imprenta de Huarte a cargo de Espada, 140 hojas.

- 1859. Don Gaspar. Juguete cómico-lírico original en un acto, por Teodoro Ochoa de Alda, música del maestro Santiago Gelos. Madrid, Imprenta de Félix Ochoa de Alda, 19 p.

- 1860. Un suceso de Fernando el Católico. Drama original en cinco actos y en verso. [Sin lugar ni impresor], 67 p.

- 1865. Indicador legislativo de los deberes del notario en todos los actos de su ministerio. Imprenta de Santiago Aguado. En 1866 se reeditó en Madrid, Imprenta de Frías y Cía, 190 p.

## Homenajes y reconocimientos
- Pamplona le ha dedicado una calle en el barrio de Mendebaldea.

## Galería de imágenes

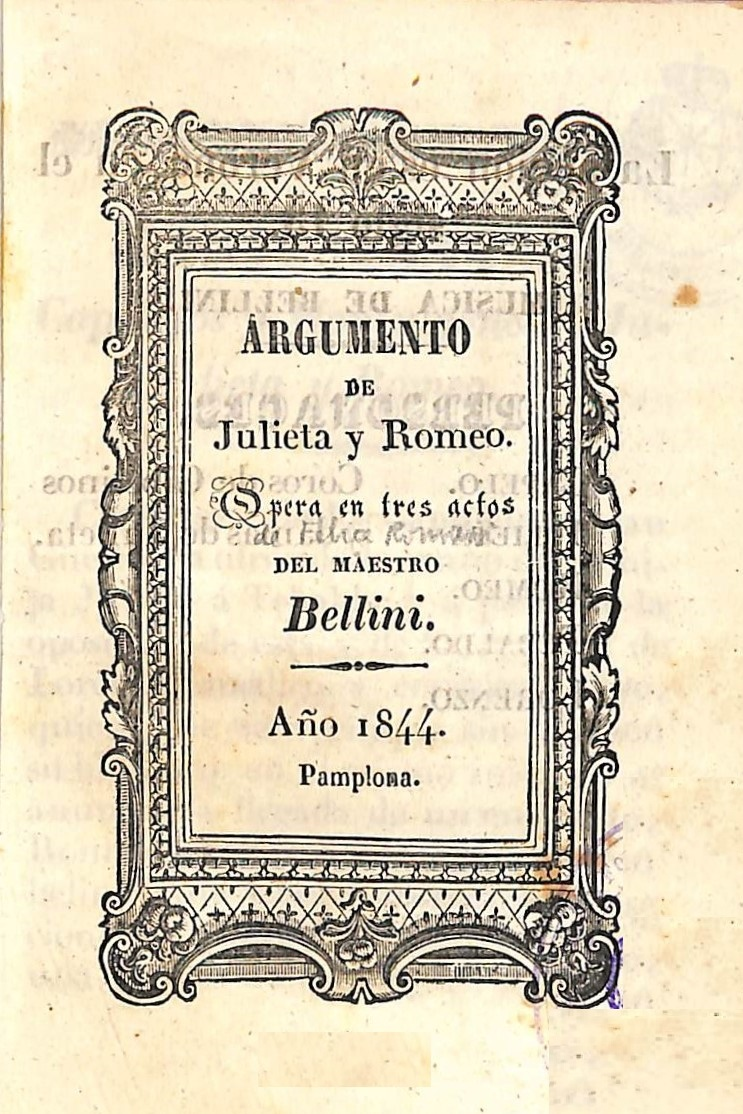
Libreto de la ópera "Julieta y Romeo" (1844)
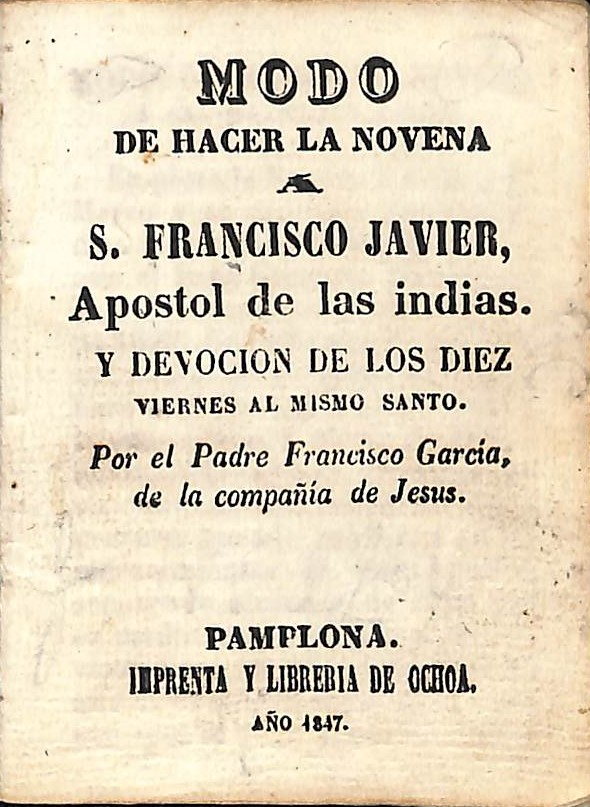
Folleto piadoso en dieciseisavo (1847)
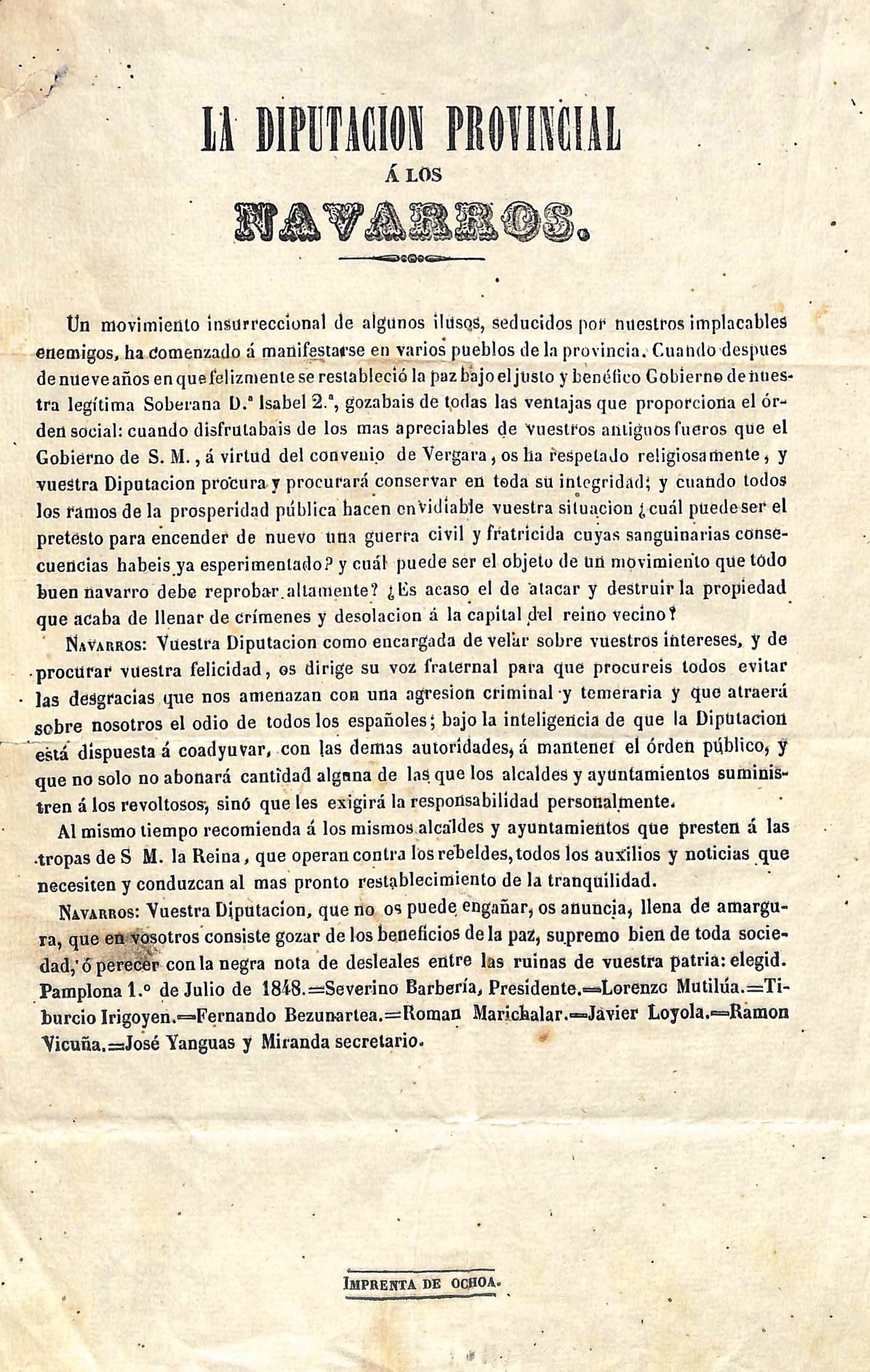
Cartel con un manifiesto de la Diputación de Navarra (1848)
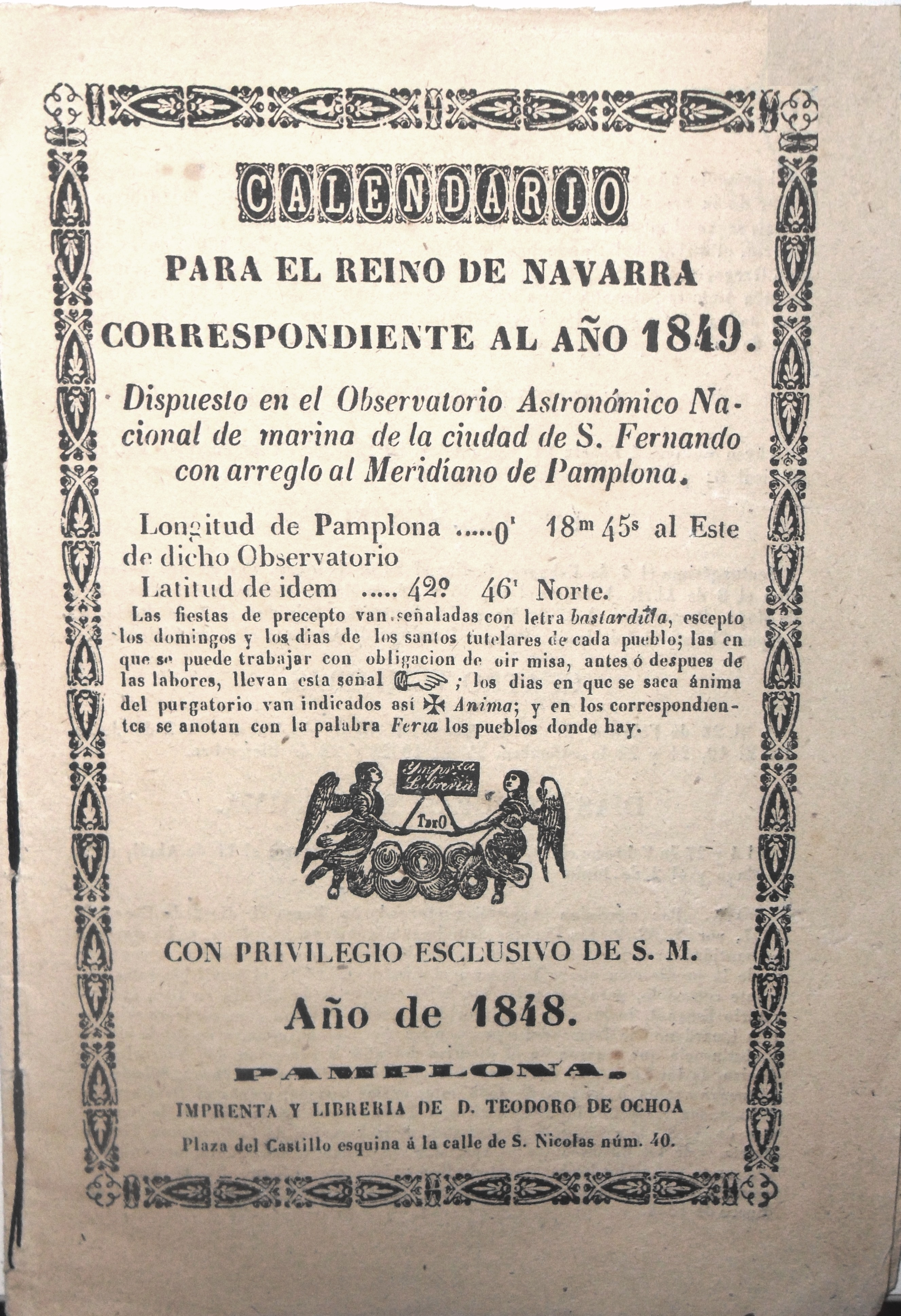
Calendario para el reino de Navarra (1848). El título mantiene el rango de "reino" a pesar de que Navarra había dejado de serlo siete años antes.
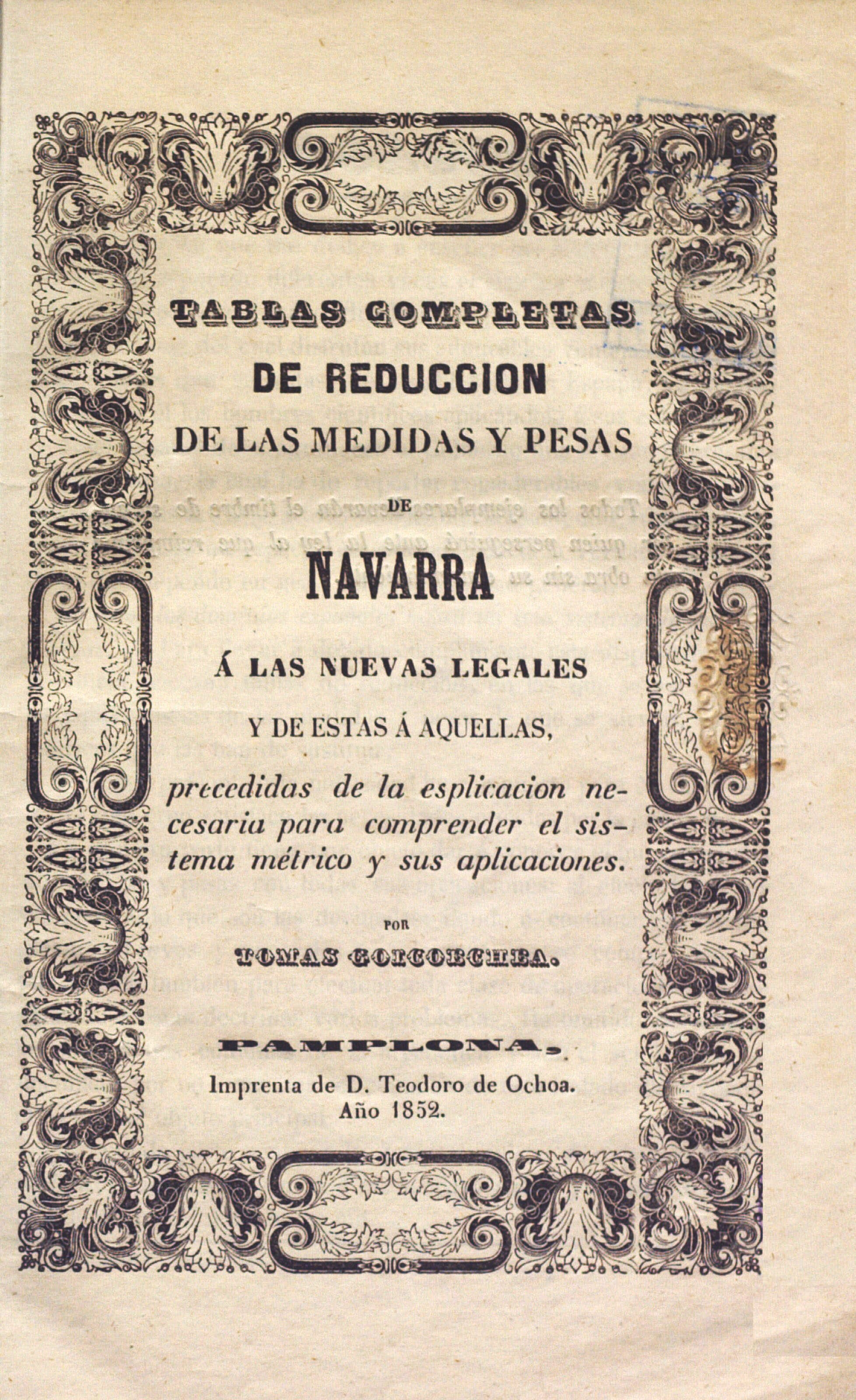
Conversión de las pesas y medidas de Navarra al sistema métrico decimal. Obra impresa en 1852, último año de actividad de la imprenta de Ochoa
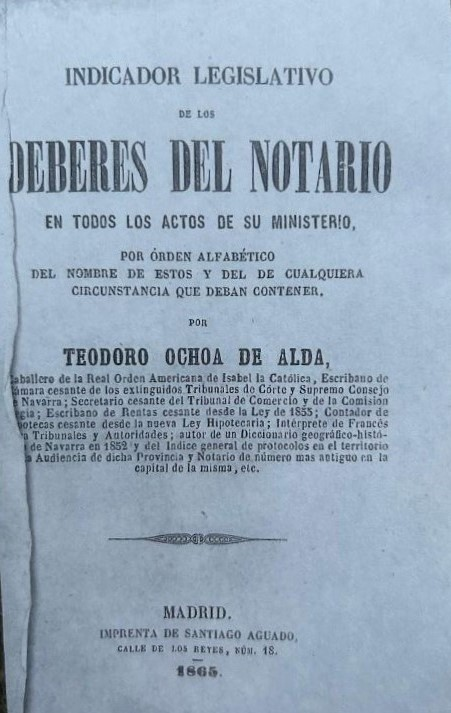
Última publicaciónde de Teodoro Ochoa (1865). En la portada se incluye su trayectoria profesional